# Marcus Ragnarsson
Lars Johan Marcus Ragnarsson, född den 13 augusti 1971 i Östervåla församling, är en svensk före detta professionell ishockeyspelare. 
Han startade sin karriär i Östervåla IF 1986. Ragnarsson spelade för Djurgårdens IF innan han flyttade till NHL där han stod för ett flertal framgångsrika säsonger för klubbarna San Jose Sharks och Philadelpia Flyers. Efter lockouten i NHL, säsongen 2004-2005, återvände han till Sverige för spel i Almtuna IS i Hockeyallsvenskan, men flyttade några säsonger senare till Djurgårdens IF som blev hans sista klubb. Den 8 november 2010 meddelade Ragnarsson officiellt att han avslutar sin karriär på grund av återkommande skador.
Ragnarsson gjorde comeback i Almtuna IS under 2011, men då som tränare.

## Klubbar
- Östervåla IF 1986-1989 Division 2/Division 1
- Nacka HK 1989-1990 Division 1
- Djurgårdens IF 1990-1994 Elitserien
- San Jose Sharks 1994-2003 NHL
- Philadelpia Flyers 2003-2004 NHL
- Almtuna IS 2004-2008 HockeyAllsvenskan
- Djurgårdens IF 2008-2010 Elitserien

## Meriter
- SM-guld 1990, 1991
- VM-silver 1995, 1997
- OS-femma 1998, 2002
- Spelade NHL:s All Star match 2001
- Salming Trophy 2009
- Elitserien i ishockeys All star-lag säsongen 2008/2009
- Årets Järnkamin 2008/2009[2]
- SM-silver med Djurgårdens IF 2010